# Зуївське водосховище

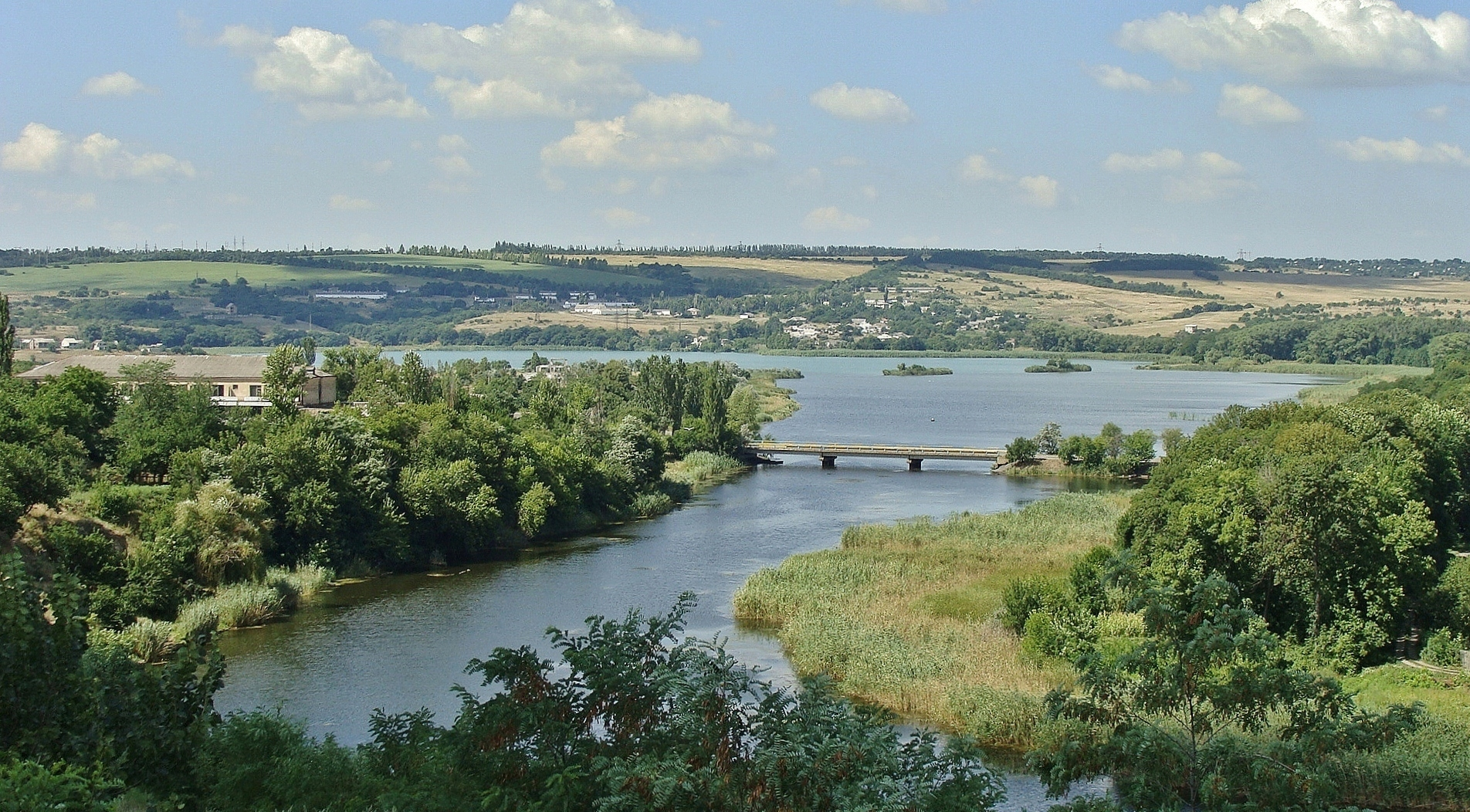
Північний бік водосховища

Зуївське водосховище — невелике водосховище річкового типу на ріці Кринка на Донеччині в Україні.

## Технічні й фізико-географічні характеристики
Площа дзеркала водосховища — 2,5 км², площа водозбору — 1327 км², запас води — 5,9 млн м3, довжина водосховища — близько 4,5 км, ширина — від 200 до 780 м, висота урізу води — 96 м. Водосховище створене шляхом перекриття річки Кринки дамбою безнапірної греблі при будівництві в 30-х роках XX-го століття Зуївської електростанції. Створювалося воно насамперед для потреб цієї електростанції і було її технологічним об'єктом. Паралельно з будівництвом греблі на його лівому березі будувалось місто Зугрес. У цей час весь лівий берег водойми входить до межі міста. Водойма має кілька гідротехнічних споруд Зуївськой ТЕЦ. Забезпечення технологічних процесів і гідрологічного режиму Кринки — основне призначення Зуївського водосховища. Гребля водойми також включає міст через Кринку, по якому проходить автодорога H-21.

Донецький кряж, де розташована водойма, належить до зони з континентальним кліматом. Літо тут посушливе, а зима — зі значними перепадами температур та вітрами. Узимку водойма замерзає. Льодостав нестійкий. Звичайно льодовий покрив встановлюється наприкінці листопада — початку грудня; тане в березні.

## Флора і фауна. Екологія
Басейн Кринки, де розташована водойма, являє собою урбанізовану територію з високою густотою населення і безліччю малих, середніх і великих промислових об'єктів, у тому числі шахт. Наслідком цього є високе забруднення ґрунтів і водойм шкідливими хімічними речовинами. Екологічна ситуація у регіоні оцінюється як критична. Все це повною мірою характерно і для Зуївського водосховища.